# Вукшич, Томо
Томо Вукшич (босн. Tomo Vukšić; род. 9 января 1954, Studenci, Ljubuški, Босния и Герцеговина) — боснийский священник, богослов, архиепископ Врхбосны с 29 января 2022.

## Биография
Томо Вукшич родился 9 января 1954 в селе Студенци общины Любушки (Западногерцеговинский кантон). С 1961 по 1965 он посещал младшую школу с Студенцах, затем с 1965 по 1969 в Любушках. После обучения он записался в классическую гимназию в Загребе, где учился до 1973. Затем он пошёл в Католический Богословский Факультет в Сараево, в котором учился до 1980. В это время он ненадолго прервал своё обучение, чтобы служить в югославской армии в Суботице (в 1977) и Зренянине (в 1978). После окончания обучения, Вукшич был рукоположен в сан священника 29 июня 1980.

### Священство
С 1980 по 1982, Вукшич служил капелланом в Мостарском кафедральном соборе и работал журналистом в епархиальном журнале Crkva na kamenu. Вскоре после этого, он начал учиться в Риме, получив в 1984 лицентиат в богословии от Папского Восточного Института и по каноническому праву от Папского Урбанианского университета в 1986. Вукшич служил епархиальным секретарём до 1988, после чего вернулся в Рим, где закончил докторскую степень в Восточно-христианском богословии в Папском Урбанианском Университете в 1991, с дисерртацией на проблему в отношениях между католиками и православными в Боснии и Герцеговине.
Вукшич работал профессором в Богословском Институте в Мостаре и был его управляющим с 1991 по 1994. В 1991 он был назначен профессором Католического Богословского Факультета, и с 1993 по 1998 был его вице-ректором. Вукшич также преподавал в Богословском Институте в Дубровнике. Томо также занимал некоторые посты в церковных судах в Мостаре и Сараево, кроме того, он был викарием суда в Мостар-Дувно с 1993 по 2009. В 2005, Вукшич был назначен профессором аспирантуры Католического Богословского Факультета Университета Загреба. В 2009, его назначили генеральным викарием епархий Мостар-Дувно и Требине-Мркана.

### Епископство
1 февраля 2011, Папа Римский Бенедикт XVI назначил Вукшича первым епископом Военного Ординариата Боснии и Герцеговины. Он был посвящён в епископы 2 апреля 2011 в Мостаре кардиналом Винко Пуличем.
22 января 2020, Вукшич был назначен архиепископом-коадьютором Врхбосны и через два дня был назван Апостольским Администратором Военного Ориднариата Боснии и Герцеговины. После отставки кардинала Винко Пулича 29 января 2022, он стал Архиепископом-митрополитом Врхбосны.